# گلیپلی فری (ویرجینیای غربی)
گلیپلی فری(به انگلیسی: Gallipolis Ferry) شهری در ایالت ویرجینیای غربی کشور ایالات متحده آمریکا است که جمعیت آن در سرشماری سال ۲۰۱۰ میلادی، ۸۱۷ نفر بوده‌است.